# Paroisse de Plaquemine
La Paroisse de Plaquemine (anglais : Plaquemines Parish) est située dans l'État américain de Louisiane sur une presqu'île à l'extrémité la plus à l'est du delta du Mississippi, où les colons français avaient construit dès 1722 un fort dont il reste des traces, ainsi que sept autres sites historiques. En 1682, Robert Cavelier de La Salle y avait planté une croix. Le monument actuel se trouve entre Buras et Boothville.
Son siège est à Pointe à la Hache. Son nom vient de l'arbre plaqueminier dont le fruit est plus connu en français sous le nom de "kaki". Selon le recensement de 2020, sa population est de 23 515 habitants. Elle a une superficie de 2 187 km² de terre émergée et 4 102 km² d’eau.
Elle est située entre la paroisse d'Orléans (La Nouvelle-Orléans) au nord, la paroisse de Saint-Bernard au nord-ouest, et la paroisse de Jefferson à l'ouest. Le golfe du Mexique est au sud et au sud-est de la paroisse.   

## Histoire
Mélange de terre et d'eau, la presqu'île est d'abord exploitée sous forme de plantations de riz à l'arrivée des Réfugiés français de Saint-Domingue en Amérique, après 1793. Au XXe siècle, elle devient l'une des plus riches de Louisiane grâce au pétrole. Des digues sont construites pour enrayer les inondations dues au Mississippi. Port Sulphur prend son nom et se développe grâce à Freeport Sulphur, compagnie qui s'y établit pour exploiter le soufre.  
Comme une bonne partie de la côte de Louisiane, la paroisse est victime d'un phénomène de subsidence qui aggrave les inondations. 
L'extraction du pétrole a pour conséquence, dans les années 1950 et 1960, la réduction de l'activité des pêcheurs de crevettes et d'huîtres à la drague installés dans les bayous et marécages de la paroisse de Plaquemine, ainsi qu'il ressort notamment du roman de John Biguenet intitulé Le Secret du bayou (Oyster en édition originale), publié en 2002 (2008 en France chez Albin Michel) et consacré à l'existence conflictuelle de deux familles de pêcheurs de la paroisse, les Petitjean et les Bruneau.  

## Démographie
Lors du recensement de 2000, les 26 757 habitants de la paroisse se divisaient en 69,77 % de « Blancs », 23,39 % de « Noirs » et d’Afro-Américains, 2,62 % d’Asiatiques, 2,07 % d’Amérindiens, ainsi que 0,73 % de non-répertoriés ci-dessus et 1,42 % de personnes métissées.
La paroisse comptait 3,37 % ou 855 personnes qui parlent le français ou le français cadien à la maison au moins une fois par jour.

## Communautés
- Belle Chasse
- Boothville-Venice
- Buras-Triumph
- Duvic (es)
- Empire
- Jesuit Bend
- Pilottown
- Pointe à la Hache
- Port Eads
- Port Sulphur
- Venice